# Matrimonio del principe William e Catherine Middleton

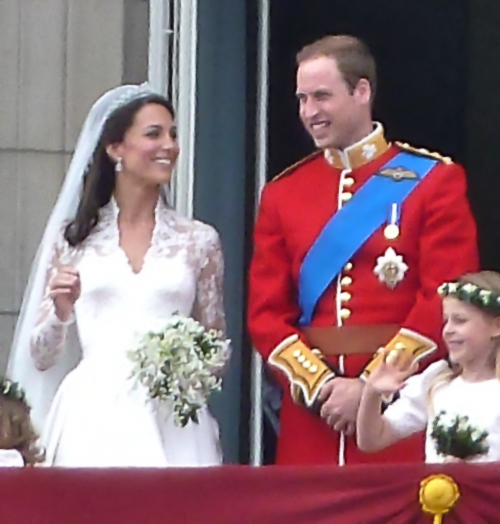
Il duca e la duchessa di Cambridge sulla balconata di Buckingham Palace il 29 aprile 2011

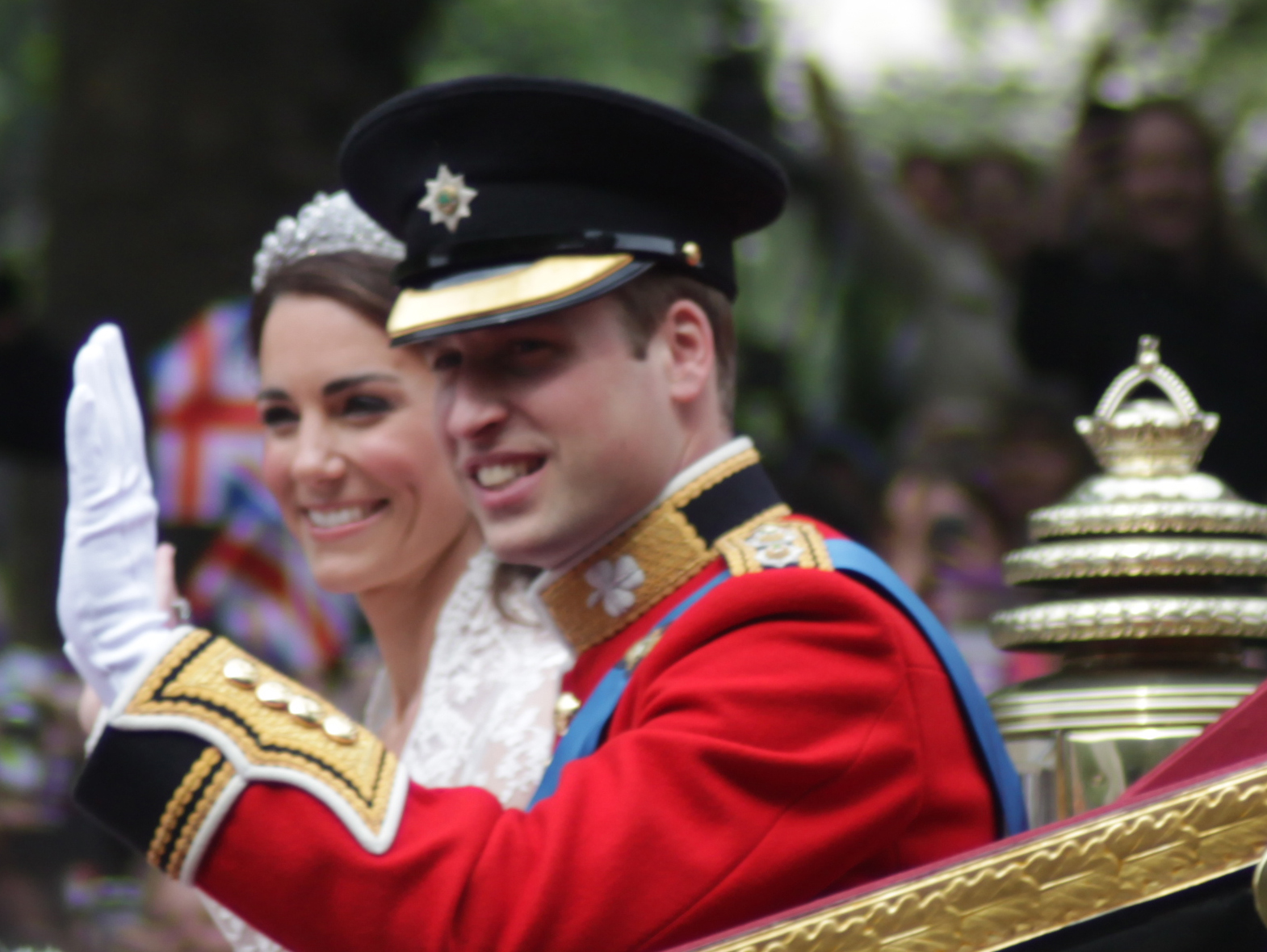
La coppia all'uscita dalla cattedrale di Westminster

Il matrimonio del principe William, duca di Cambridge e Catherine Middleton ha avuto luogo venerdì 29 aprile 2011 a Londra, nell'Abbazia di Westminster. Qualche ora prima del matrimonio, a William sono stati conferiti i titoli di Duca di Cambridge, Conte di Strathearn e Barone Carrickfergus da parte della regina. Con il matrimonio, Catherine Middleton è pertanto divenuta Sua Altezza Reale Catherine, duchessa di Cambridge, contessa di Strathearn, baronessa Carrickfergus, ma non viene citata come "Principessa Catherine", dato che non possedeva tale titolo già da prima del matrimonio, ma l'ha acquisito solo tramite l'unione con un principe.
Dato che William non era ancora l'erede apparente al trono (essendo secondo in linea di successione, dopo il padre, futuro Carlo III), il matrimonio non è stato pienamente un affare di Stato, e molti dettagli sono pertanto stati lasciati alla decisione degli sposi, come gran parte della lista di ospiti e di invitati (circa 1.900). Nonostante questo, la giornata del 29 aprile è stata dichiarata festività nazionale nel Regno Unito, e la cerimonia stessa ha avuto molti caratteri solenni, come l'uso delle carrozze di Stato e l'utilizzo delle guardie e della cavalleria. Il matrimonio ha visto la partecipazione di quasi tutta la famiglia reale britannica, oltre che di diversi reali stranieri e di ospiti scelti personalmente dalla coppia.
Ufficialmente William e Catherine sono diventati marito e moglie alle 11:20 (ora locale). La coppia per il loro matrimonio ha scelto una lista nozze solidale, che consisteva in un fondo creato ad hoc per chi ha voluto omaggiare le nozze ma soprattutto fare una donazione che è stata distribuita tra 26 ONG con varie missioni umanitarie scelte dagli sposi.

## Storia
Il principe William, al tempo secondo in linea di successione alla regina Elisabetta II, ha incontrato Kate per la prima volta nel 2001, mentre entrambi frequentavano l'Università di St. Andrews in Scozia. Il loro fidanzamento, iniziato ufficialmente il 20 ottobre 2010, è stato annunciato il 16 novembre successivo.

### L'annuncio del fidanzamento

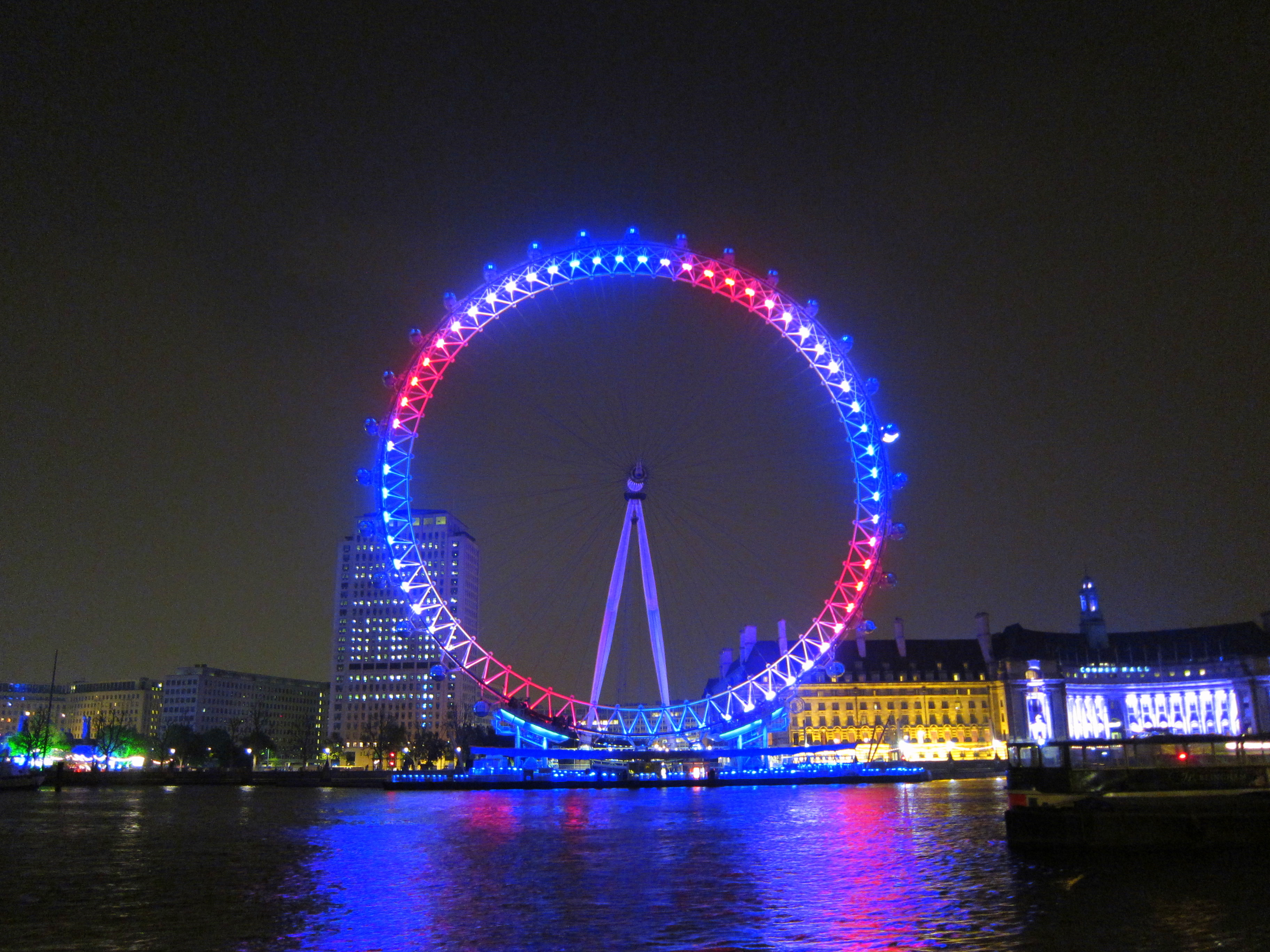
La sera del matrimonio, il London Eye è stato acceso con i colori della Union Flag.

Il 16 novembre 2010, Clarence House ha annunciato che il principe William, figlio maggiore del principe di Galles Carlo, si sarebbe sposato con la fidanzata Catherine Middleton "nella primavera o nell'estate del 2011, a Londra". William avrebbe chiesto in sposa la giovane nell'ottobre 2010 durante una vacanza in Kenya, regalandole lo stesso anello di fidanzamento che il padre Carlo aveva dato alla madre, Diana: un anello in oro bianco a 18 carati, con uno zaffiro ovale da 12 carati e 14 diamanti rotondi.
Il Principe del Galles ha affermato di essere contento, commentando con una battuta ("si sono esercitati fin troppo"), e la regina Elisabetta II si è dichiarata "assolutamente felice" per la coppia. La sovrana ha dato il suo assenso formale al matrimonio, come richiesto dal Royal Marriages Act 1772, durante il suo Consiglio Privato la mattina del giorno del fidanzamento. Le congratulazioni sono giunte anche da tutti i Primi Ministri delle nazioni di cui Elisabetta II è capo di Stato, tra i quali Julia Gillard, Primo ministro dell'Australia, che in politica ha tendenze repubblicane.
A seguito dell'annuncio di fidanzamento, la coppia si è prestata ad un'intervista esclusiva al giornalista politico di ITV News Tom Bradby. Mario Testino ha realizzato le foto ufficiali del fidanzamento a St. James's Palace.
Il 23 novembre 2010 è stata confermata la data del 29 aprile 2011, e poi annunciato che lo stesso giorno sarebbe stato dichiarato Festa nazionale in tutto il Regno Unito, con la conferma della Regina il 15 dicembre 2010. La data del matrimonio fu dichiarata festività nazionale anche a Bermuda, nelle Isole Cayman, nell'Isola di Man, Gibilterra, Guernsey, Jersey, nelle Isole Falkland, a Montserrat e a Turks e Caicos.
Dato che il 29 aprile cade solo sei giorni prima delle elezioni in Scozia e del referendum elettorale, l'annuncio si è attirato anche commenti politici. John Curtice, professore di politica all'Università di Strathclyde, ha affermato che per le elezioni scozzesi la data era "sfortunata" e che "sarebbe stato probabile che la famiglia reale sarebbe stata tirata in causa nel dibattito politico".

### Pianificazione della giornata
Il 23 novembre 2010 Clarence House ha annunciato che la data del matrimonio sarebbe stata il 29 aprile 2011 (festa di Santa Caterina da Siena, da cui Catherine prende il nome), con la celebrazione religiosa presso l'Abbazia di Westminster, fondata nel 960. L'Abbazia è il sito tradizionale scelto per le incoronazioni dal 1066, e solo di recente diventata il luogo dei matrimoni reali; prima del 1918, quasi tutti i matrimoni reali si sono svolti nelle cappelle reali, come la Cappella Reale al Palazzo di Saint James o la Saint George's Chapel, al Castello di Windsor. L'Abbazia, che ha una capacità di circa 2000 persone, era già stata scelta come luogo per altri matrimoni reali, come quello tra Elisabetta II (allora solo principessa) e Filippo di Edimburgo nel 1947, quello tra Margaret, contessa di Snowdon e Antony Armstrong-Jones nel 1960, quello tra la principessa Anna e Mark Phillips nel 1973 e quello tra il principe Andrea, duca di York e Sarah Ferguson nel 1986.

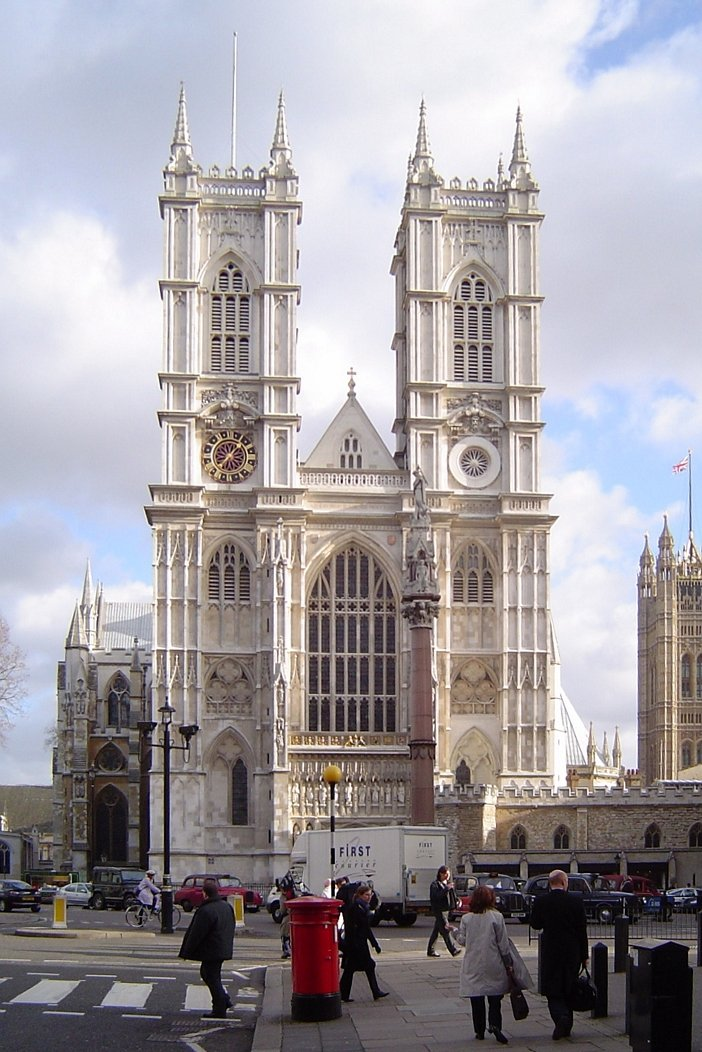
L'Abbazia di Westminster è il luogo dove avvengono le incoronazioni e molti matrimoni reali

La coppia ha chiesto inoltre di effettuare donazioni ad associazioni benefiche, in luogo dei classici doni di nozze; a questo fine, è stato istituito il "The Prince William and Miss Catherine Middleton Charitable Gift Fund", che si occupa di azioni di beneficenza come quella per gli aiuti a seguito del Terremoto di Christchurch del 2011, per la Guardia Costiera Canadese, per il Royal Flying Doctor Service in Australia, oltre che per la Società Zoologica di Londra. Le principali decorazioni per l'Abbazia durante la cerimonia sono stati una dozzina di alberi di Acer campestre, posizionati su entrambi i lati della navata.

## La cerimonia

Percorso effettuato dagli sposi.

### Il tragitto della coppia
Il tragitto si è esteso tra Buckingham Palace e l'Abbazia di Westminster, passando per The Mall, Clarence House, Horse Guards Road, Horse Guards Parade, attraverso Horse Guards Arch, Whitehall, il lato meridionale di Parliament Square e il Broad Sanctuary.
Il principe William ha preceduto la sposa a bordo della Bentley State Limousine, accompagnato dal fratello Harry. Catherine, accompagnata dal padre, li ha seguiti a bordo della Rolls-Royce Phantom VI della regina, detta anche Silver Jubilee Car.

### La cerimonia nuziale

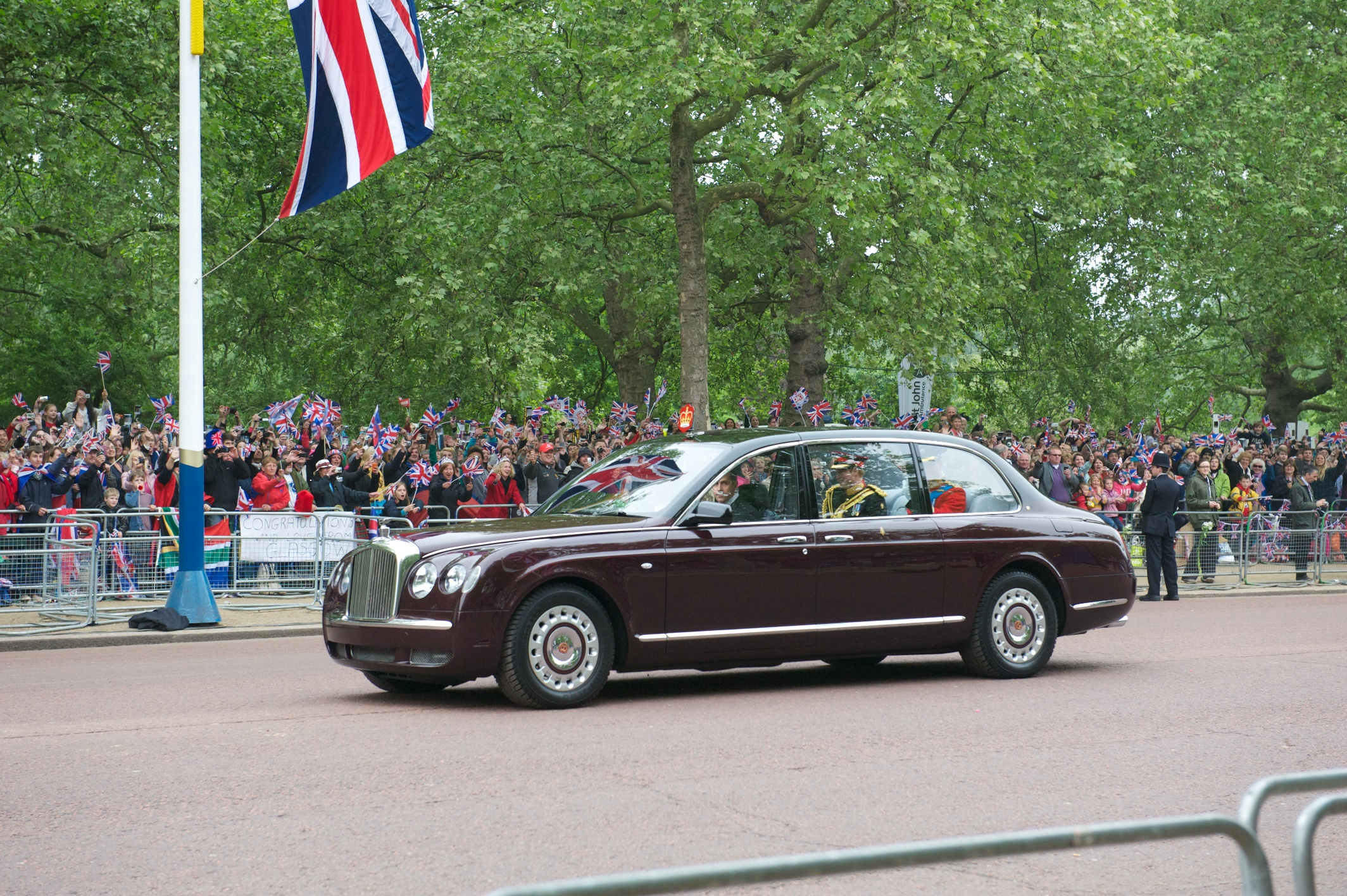
I principi William ed Harry giungono all'Abbazia a bordo della Bentley State Limousine.

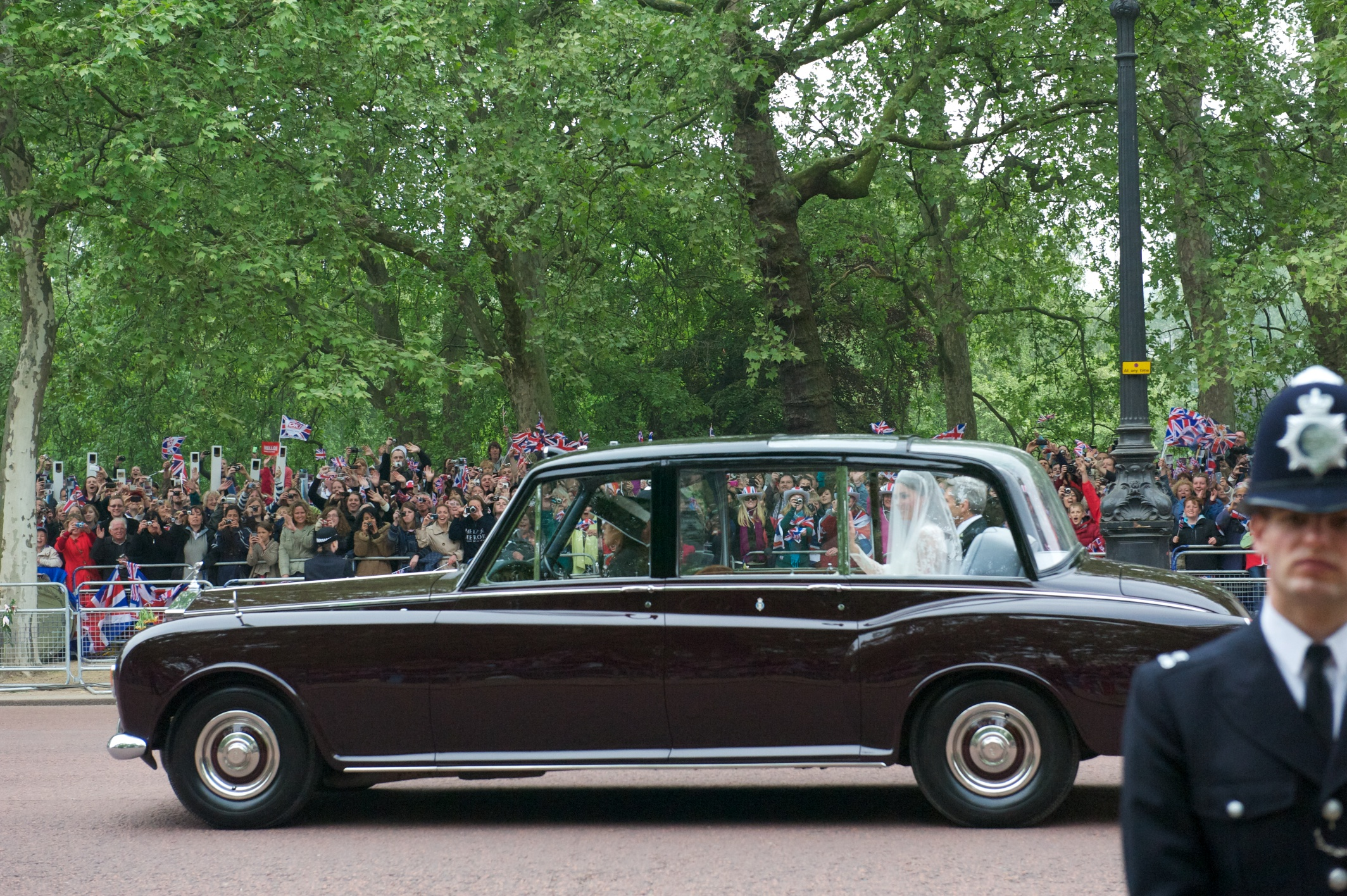
Catherine e il padre sul percorso verso Westminster a bordo di una delle due Rolls-Royce Phantom VI, la Silver Jubilee Car.

St. James's Palace annunciò il 5 gennaio cerimonia avrebbe avuto inizio alle 11, e che la sposa sarebbe giunta all'Abbazia in automobile, invece che in carrozza (che è il mezzo di trasporto tradizionale per le spose reali). La strada avrebbe seguito The Mall, attraverso Horse Guards Parade, poi lungo Whitehall fino all'abbazia. Dopo la cerimonia, la coppia sarebbe tornata lungo lo stesso percorso in carrozza fino a Buckingham Palace, per un ricevimento offerto dalla regina. Il Principe del Galles avrebbe invece offerto una cena privata nella serata, a cui non avrebbe partecipato la regina.
Diversamente dalla tradizione, lo sposo ha avuto un testimone, il fratello Henry, invece del tradizionale supporter; la sposa ha invece scelto la sorella Philippa come damigella d'onore. Vi sono state quattro damigelle: Lady Louise Windsor, la figlia di sette anni del Principe Edoardo e di Sophie Rhys-Jones, Margarita Armstrong-Jones, figlia di otto anni del Visconte e della Viscontessa Linley, Grace van Cutsem, la figlia di tre anni dell'amico della coppia Hugh van Cutsem ed Elisa Lopez, la nipote di tre anni di Camilla, duchessa di Cornovaglia. Hanno partecipato anche due paggetti: William Lowther-Pinkerton, figlio di dieci anni del segretario privato di William, Jamie Lowter-Pinkerton, e Tom Pettifer, figlio di otto anni dell'ex tata di William ed Harry, Tiggy Pettifer.
Le dieci campane dell'Abbazia di Westminster hanno accompagnato la cerimonia, suonando a festa mezz'ora prima dell'inizio della cerimonia e per tre ore al termine di quest'ultima, per un totale di circa 5000 rintocchi.

#### La liturgia
Il Decano di Westminster ha officiato la maggior parte della funzione, mentre Rowan Williams, l'arcivescovo di Canterbury, ha officiato il matrimonio; Richard Chartres, vescovo di Londra, ha tenuto l'omelia, che è iniziata con una citazione di Santa Caterina da Siena ed è terminata con una preghiera composta dalla coppia di sposi. È tradizione di lunga data che l'Arcivescovo di Canterbury, il vescovo più importante della Chiesa anglicana, sia il celebrante ai matrimoni dei monarchi o dei futuri monarchi del Regno Unito, ma dato che Chartres è amico del Principe del Galles, è stato invitato a prendere parte alla cerimonia. Come annunciato, la formula matrimoniale adottata è stata la stessa scelta da Diana: Kate infatti, ha promesso di "amare, confortare, onorare e avere cura" del marito, ma non di "obbedirgli".
Come lettura è stata utilizzata la lettera di San paolo apostolo ai Romani, capitolo 12, versetti 1 - 2 e 9 - 18, ed è stata letta dal fratello della sposa, James Middleton.

#### L'anello nuziale

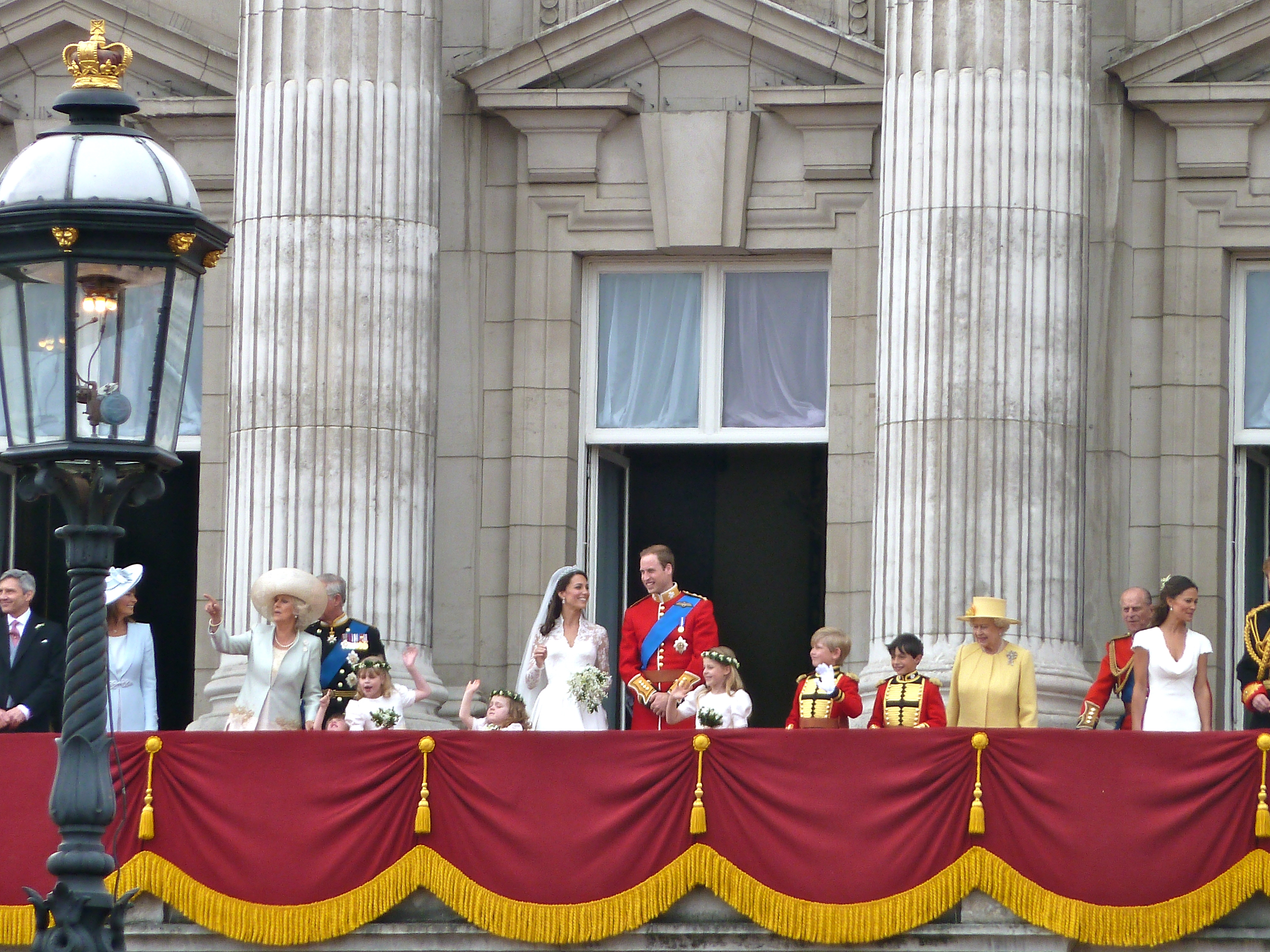
La coppia di sposi e le loro famiglie appaiono sul balcone di Buckingham Palace

L'anello nuziale di Catherine è stato realizzato con oro gallese. L'anello è stato creato dal detentore delle concessioni reali Wartski, una società con radici a Bangor, nel nord del Galles. Sin dal 1923, è tradizione che nella famiglia reale venga utilizzato oro gallese per la fede nuziale della sposa. Questo anello è stato realizzato con una piccola quantità di oro che era stata tenuta nei caveau reali sin da quando era stato donato alla regina Elisabetta II; questo oro era stato estratto nella miniera d'oro di Clogau, nelle montagne di Snowdonia, non lontano da Anglesey dove la coppia risiede. La miniera di Clogau fu aperta alla fine del XIX secolo, e fu abbandonata all'inizio del XX, per essere riaperta nel 1992 e chiudere definitivamente nel 1998. Una fonte di palazzo ha affermato che la regina aveva donato al Principe William un pezzo dell'oro che era stato di proprietà della famiglia; William ha comunque scelto di non ricevere un anello nuziale alla cerimonia.

### Dopo la funzione
Dopo la funzione i neosposi hanno effettuato il tragitto verso Buckingham Palace a bordo di una carrozza scoperta in una parata a cui hanno partecipato anche altri membri della famiglia reale. All'1:25 la coppia è apparsa al balcone del Palazzo, per osservare un passaggio di aerei composto da aerei Lancaster, Spitfire e Hurricane, seguiti da due Typhoon e due Tornado.

### Tempi
Alle 6 del mattino le strade intorno a quelle interessate dalla parata sono state chiuse al traffico. Dalle 8:15 sono iniziati ad arrivare all'Abbazia i governatori generali, i Primi Ministri del Commonwealth e i diplomatici. I principi William e Harry hanno lasciato Clarence House alle 10:10 a bordo di una delle due Bentley State Limousine di proprietà della famiglia reale, giungendo all'Abbazia alle 10:18 seguiti dai rappresentanti delle famiglie reali straniere, dalla famiglia Middleton e, per ultima, dalla famiglia reale britannica (la Principessa Reale e il Vice Ammiraglio Timothy Laurence, il Duca di York e le principesse Beatrice ed Eugenia di York, il Conte e la Contessa di Wessex, il Duca e la Duchessa di Gloucester, il Duca e la Duchessa di Kent, il Principe e la Principessa Micheal di Kent, l'Onorevole Lady Ogilvy, il Principe di Galles e la Duchessa di Cornovaglia). Secondo la tradizione, la Regina Elisabetta II e il Duca di Edimburgo sono stati gli ultimi membri della Famiglia Reale a lasciare Buckingham Palace, arrivando all'Abbazia alle 10:48. La sposa ha lasciato quindi il Goring Hotel a bordo della Rolls-Royce Phantom VI alle 10:52, in tempo per l'inizio della cerimonia alle 11. La funzione ha avuto fine alle 12:15, e gli sposi hanno effettuato il tragitto verso Buckingham Palace a bordo di una carrozza scoperta in una parata. Alle 13:25 la coppia è apparsa al balcone del Palazzo.

### Costi
Il costo del matrimonio è ammontato a 20 milioni di sterline. Il quotidiano australiano Herald Sun ha stimato circa 32 milioni di dollari australiani per la sicurezza e 800.000 dollari per i fiori. Tolti questi, il matrimonio ha portato proventi per circa 2 miliardi di sterline al turismo britannico. I costi del matrimonio sono stati coperti dalla Famiglia Reale e dai Middleton, mentre i costi di sicurezza e trasporto dalle finanze pubbliche.

## I titoli ricevuti
La mattina delle nozze, William è stato creato Duca di Cambridge, Conte di Strathearn e Barone Carrickfergus, pertanto Catherine è divenuta, dopo il matrimonio, Sua Altezza Reale la Duchessa di Cambridge. Questo fatto è in linea con la tradizione di conferire titoli nobiliari al momento del matrimonio ai principi che non ne posseggono ancora uno (per esempio, il principe Andrea fu creato Duca di York quando si sposò nel 1986). Questi titoli hanno anche significati simbolici: Strathearn è vicino a St. Andrews, Fife, in Scozia, dove William e Catherine si sono incontrati come studenti. Carrickfergus si trova nell'Irlanda del Nord; insieme ai legami di William con il Galles e con il fatto che Cambridge si trova in Inghilterra, questi titoli legano il principe con tutte le quattro nazioni che compongono il Regno Unito.

## Festeggiamenti

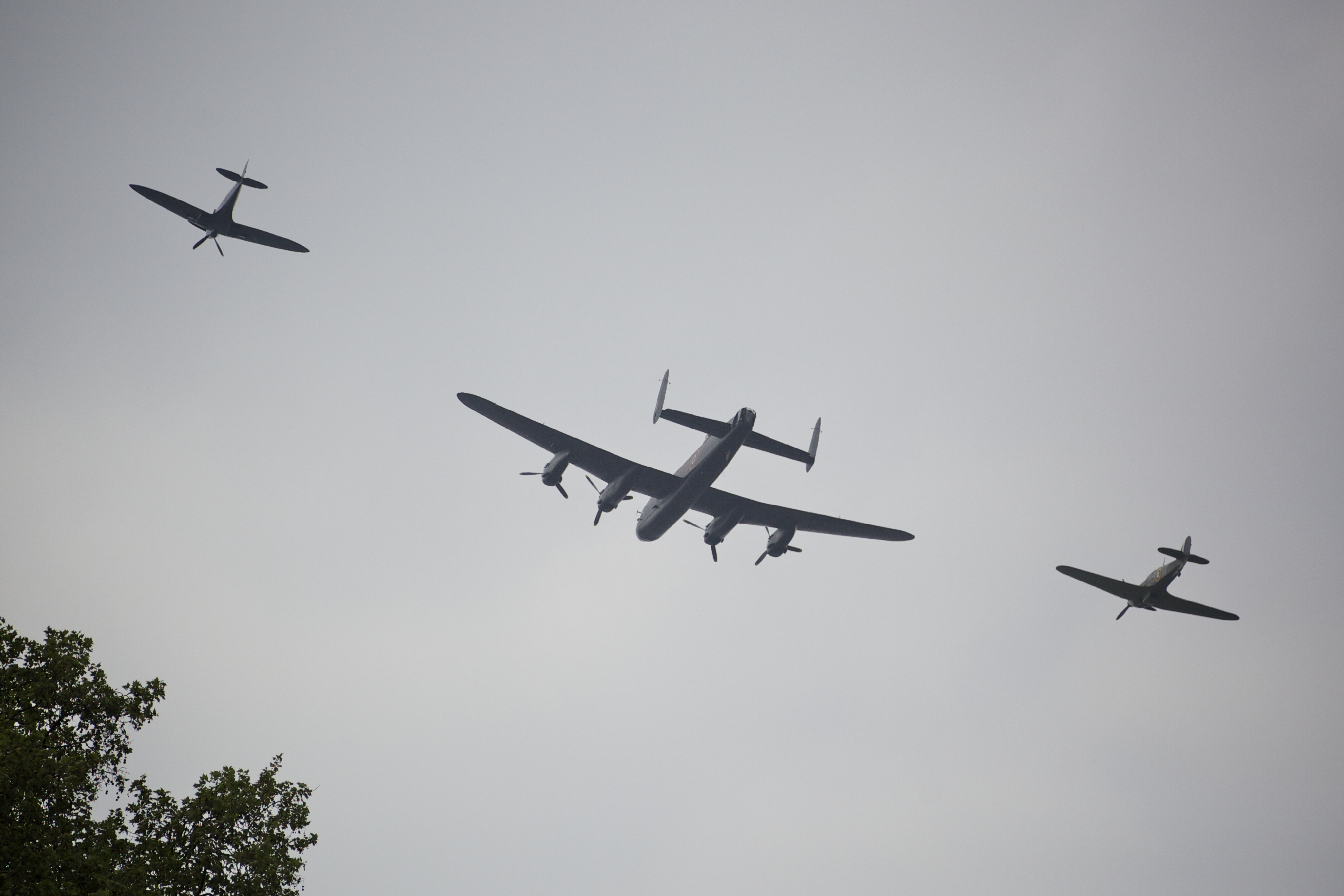
, alcuni aerei passarono in volo sopra Buckingham Palace.

La regina ha offerto un ricevimento fissato per l'ora di pranzo a Buckingham Palace, che ha avuto inizio dopo l'arrivo della carrozza con la coppia. Si è trattato di un ricevimento privato per alcuni degli ospiti che avevano partecipato alla cerimonia religiosa, facenti parte sia della vita pubblica che di quella privata della coppia. Durante i festeggiamenti, gli sposi hanno effettuato un'apparizione sul balcone della facciata del Palazzo, con altri membri delle loro famiglie. Al ricevimento sono stati serviti canapè, e ha partecipato anche l'Arpista Ufficiale del Principe del Galles, Claire Jones. La festa ha avuto termine circa a metà del pomeriggio.
La torta nuziale è stata realizzata dalla cake designer Fiona Cairns: è alta otto piani ed è formata da 17 dolci alla frutta, di cui ben 12 sono per la base. La torta è ricoperta di glassa e crema, ed è decorata con circa 900 fiori di pasta da zucchero (come la rosa bianca, il trifoglio, il cardo e il narciso, simboli rispettivamente dell'Inghilterra, dell'Irlanda, della Scozia e del Galles).
Dopo la festa, alle 15:35, William ha portato la sua sposa fuori dal Palazzo percorrendo The Mall per raggiungere Clarence House, la sua residenza londinese ufficiale. L'automobile, una Aston Martin DB6 Volante da due posti (MkII convertibile), era stata decorata per gli sposi dal fratello Harry e dagli amici; la targa posteriore era stata modificata per mostrare la combinazione JU5T WED, traducibile con "Oggi Sposi". Il principe si era cambiato d'abito, indossando l'uniforme "Blues and Royals"; la moglie aveva ancora addosso il vestito da sposa. L'automobile era stata regalata al principe Carlo dalla regina Elisabetta per il suo 21º compleanno.
In serata, il Principe del Galles ha offerto una cena privata, seguita da danze, sempre a Buckingham Palace; hanno partecipato sia la coppia di sposi, che i loro amici e parenti.

## Commercio, monete e francobolli
Il principe William e Catherine hanno approvato personalmente un set ufficiale di porcellane (che comprendeva piatti, tazze e contenitori per pillole) da realizzare per la Royal Collection per essere venduti come souvenir a partire da dicembre 2010. Gli oggetti sono decorati con le iniziali incrociate dei due sposi, poste sotto la corona del principe, comprendente la dicitura "Per celebrare il matrimonio del principe William del Galles e Catherine Middleton 29 aprile 2011" ("To celebrate the marriage of Prince William of Wales and Catherine Middleton 29 April 2011"). Il Lord Ciambellano approvò una serie di ricordini, tra cui tazze, piatti, contenitori per biscotti e pentolini in porcellana. Il documento pose limiti all'utilizzo dello stemma di William e delle immagini della coppia su tali oggetti.
Per celebrare il fidanzamento di William e Catherine, la Zecca Reale ha prodotto una moneta da 5 sterline che mostra la coppia di profilo, mentre la Zecca Reale Australiana ha emesso una serie di monete collezionabili disegnate da Stuart Devlin. Il 21 aprile la Royal Mail ha stampato una serie di francobolli commemorativi, ritraenti le fotografie ufficiali del fidanzamento.

## Impatto mediatico
L'evento del matrimonio ha attratto moltissimo l'attenzione dei media, e la cerimonia è stata trasmessa in diretta in tutto il mondo, con un ascolto di oltre due miliardi di persone. Gran parte dell'attenzione è stata focalizzata sullo status di commoner della Middleton (che quindi non ha sangue reale né fa parte dell'aristocrazia britannica). Il matrimonio è stato seguito, secondo una stima, da una platea di due miliardi di persone. Tale stima non tiene conto degli spettatori che hanno assistito all'evento attraverso canali multimediali quali YouTube o dirette live fornite da quotidiani sul web.
A Londra, la cerimonia è stata seguita da circa un milione di persone, secondo una stima della polizia.